# Hoogovenstoernooi 1969
Het Hoogovenstoernooi 1969 was een schaaktoernooi dat plaatsvond in het Nederlandse Wijk aan Zee. Het werd gewonnen door Jefim Geller en Michail Botvinnik.

## Eindstand
| Nr.   | Speler                | Punten |
| ----- | --------------------- | ------ |
| Goud  | Jefim Geller          | 10½    |
| Goud  | Michail Botvinnik     | 10½    |
| Brons | Lajos Portisch        | 10     |
| Brons | Paul Keres            | 10     |
| 5     | Friðrik Ólafsson      | 9½     |
| 6     | Pál Benkő             | 9      |
| 7     | Dragoljub Čirić       | 8½     |
| 8     | Johannes Donner       | 7½     |
| 8     | Zbigniew Doda         | 7½     |
| 10    | Lubomir Kavalek       | 7      |
| 11    | William Lombardy      | 6½     |
| 12    | Predrag Ostojić       | 5½     |
| 13    | Antonio Medina Garcia | 5      |
| 13    | Kick Langeweg         | 5      |
| 15    | Theo van Scheltinga   | 4½     |
| 16    | Hans Ree              | 3½     |